# Love Deluxe
Albums de Sade
Stronger Than Pride
(1988) The Best of Sade
(1994)
Singles
1. No Ordinary Love
Sortie : 28 septembre 1992
2. Feel No Pain
Sortie : 16 novembre 1992
3. Kiss of Life
Sortie : 26 avril 1993
4. Cherish the Day
Sortie : 19 juillet 1993

Love Deluxe est le quatrième album studio de Sade, sorti chez Epic Records le 26 octobre 1992 au Royaume-Uni et le 3 novembre 1992 aux États-Unis,.

## Réception

### Accueil critique
Dans une critique pour The Village Voice, le critique musical Robert Christgau estime que la moitié de l'album ne pouvait être considérée comme l'une des chansons les plus mémorables de Sade et a particulièrement critiqué les paroles de la chanson Pearls, qui parle d'une femme somalienne dont la vie est « douloureuse comme des chaussures neuves ». Amy Linden d'Entertainment Weekly déclaré que l'album « déborde d'émotion, mais la musique ambient, essentiellement luxuriante, de Love Deluxe n'est pas très convaincante ». Dans une critique rétrospective, Ron Wynn du site AllMusic écrit que l'album « marque un retour à l'accompagnement cool jazz détaché et aux voix encore plus glaciales qui ont fait de son premier album une sensation », ainsi qu'« un son urbain ».
En 2020, Rolling Stone a classé l'album à la 247e place de sa liste des « 500 plus grands albums de tous les temps ». En septembre 2022, Pitchfork a classé Love Deluxe comme le 52e meilleur album des années 1990.

### Accueil commercial
Love Deluxe a atteint la dixième place du UK Albums Chart et a été certifié disque d'or par la British Phonographic Industry (BPI) le 1er juin 1993. Aux États-Unis, l'album atteint la troisième place du Billboard 200 et, en mai 2003, il s'est vendu à 3,4 millions d'exemplaires. La Recording Industry Association of America (RIAA) l'a certifié quatre fois disque de platine le 9 novembre 1994, ce qui correspond à plus de quatre millions d'exemplaires écoulés. L'album connaît également un succès important ailleurs, se classant numéro un en France et dans le top 10 en Belgique, en Italie, au Japon, aux Pays-Bas, en Nouvelle-Zélande, au Portugal, en Espagne, en Suède et en Suisse. En avril 1993, l'album s'est vendu à trois millions d'exemplaires dans le monde.

## Après la sortie de l'album
Après la sortie de Love Deluxe, le groupe fait une pause de sept ans, au cours de laquelle Sade Adu fait l'objet de rumeurs de dépression et d'addictions dans les médias, avant de donner naissance à son premier enfant. Pendant cette période, les autres membres du groupe, Stuart Matthewman, Paul Denman et Andrew Hale, se sont lancés dans d'autres projets, notamment avec le groupe Sweetback, qui a sorti un album éponyme en 1996. Matthewman a également joué un rôle majeur dans le développement de la carrière du chanteur de neo soul Maxwell, en fournissant l'instrumentation et le travail de production pour ses deux premiers albums.

## Liste des titres
| 1.    | No Ordinary Love         | Sade Adu, Stuart Matthewman           | 7:20 |
| 2.    | Feel No Pain             | Adu, Andrew Hale, Matthewman          | 5:08 |
| 3.    | I Couldn't Love You More | Adu, Hale, Matthewman, Paul S. Denman | 3:49 |
| 4.    | Like a Tattoo            | Adu, Hale, Matthewman                 | 3:38 |
| 5.    | Kiss of Life             | Adu, Matthewman, Hale, Denman         | 5:50 |
| 6.    | Cherish the Day          | Adu, Hale, Matthewman                 | 5:34 |
| 7.    | Pearls                   | Adu, Hale                             | 4:34 |
| 8.    | Bullet Proof Soul        | Adu, Matthewman, Hale                 | 5:26 |
| 9.    | Mermaid                  | Hale, Adu, Matthewman, Denman         | 4:23 |
| 45:47 |                          |                                       |      |

## Personnel
| Crédits adaptés du livret de Love Deluxe. Sade - Paul S. Denman – basse - Sade Adu – chant - Andrew Hale – claviers - Stuart Matthewman – guitares, saxophone Musiciens additionnels - Leroy Osbourne – chant - Martin Ditcham – batterie (5); percussion (1, 5) - Nick Ingman – arrangements des cordes (5, 7) - Gavyn Wright – chef d'orchestre - Tony Pleeth – violoncelle (7) | Technique - Sade – production, arrangements - Mike Pela – co-production, ingénieur du son - Chris Lord-Alge – ingénieur du son, mixage (9) - Sandro Franchin – assistant de l'ingénieur du son - Adrian Moore – assistant de l'ingénieur du son - Marc Williams – assistant de l'ingénieur du son - Stephen Marcussen – mastering Pochette - Albert Watson – photography - Peter Brawne – design - Quest Typesetting – production |

## Classements et certifications
| Classement (1992–1993)              | Meilleure position |
| ----------------------------------- | ------------------ |
| Allemagne (Media Control AG)        | 14                 |
| Australie (ARIA)                    | 13                 |
| Autriche (Ö3 Austria Top 40)        | 11                 |
| Belgique (IFPI)                     | 3                  |
| Canada (Canadian Albums)            | 16                 |
| Espagne (AFYVE)                     | 6                  |
| États-Unis (Billboard 200)          | 3                  |
| États-Unis (Top R&B/Hip-Hop Albums) | 2                  |
| Europe (European Top 100 Albums)    | 2                  |
| Finlande (Suomen virallinen lista)  | 11                 |
| France (SNEP)                       | 1                  |
| Grèce (IFPI)                        | 4                  |
| Hongrie (Mahasz)                    | 38                 |
| Italie (Musica e dischi)            | 2                  |
| Japon (Oricon)                      | 10                 |
| Nouvelle-Zélande (RIANZ)            | 5                  |
| Pays-Bas (Mega Album Top 100)       | 10                 |
| Portugal (AFP)                      | 4                  |
| Suède (Sverigetopplistan)           | 7                  |
| Suisse (Schweizer Hitparade)        | 6                  |
| Royaume-Uni (UK Albums Chart)       | 10                 |

| Classement (1992)       | Position |
| ----------------------- | -------- |
| Canada (Top Albums/CDs) | 94       |

| Classement (1993)                   | Position |
| ----------------------------------- | -------- |
| Allemagne (Offizielle Top 100)      | 68       |
| Europe (Music & Media)              | 34       |
| Espagne (AFYVE)                     | 48       |
| États-Unis (Billboard 200)          | 12       |
| États-Unis (Top R&B/Hip-Hop Albums) | 3        |
| Nouvelle-Zélande (RMNZ)             | 24       |

| Classement (1994)                   | Position |
| ----------------------------------- | -------- |
| États-Unis (Top R&B/Hip-Hop Albums) | 51       |

### Certifications
| Pays                                                                 | Certification | Ventes     |
| -------------------------------------------------------------------- | ------------- | ---------- |
| Allemagne (BVMI)                                                     | Or            | 250 000^   |
| Australie (ARIA)                                                     | Platine       | 70 000^    |
| Belgique (BEA)                                                       | Or            | 25 000*    |
| Canada (Music Canada)                                                | Platine       | 100 000^   |
| Espagne (PME)                                                        | 2 × Platine   | 200 000^   |
| États-Unis (RIAA)                                                    | 4 × Platine   | 4 000 000^ |
| France (SNEP)                                                        | Platine       | 300 000*   |
| Japon (RIAJ)                                                         | Platine       | 200 000^   |
| Nouvelle-Zélande (RMNZ)                                              | Or            | 7 500^     |
| Pays-Bas (NVPI)                                                      | Or            | 50 000^    |
| Royaume-Uni (BPI)                                                    | Or            | 100 000^   |
| Suède (GLF)                                                          | Or            | 50 000^    |
| Suisse (IFPI)                                                        | Or            | 25 000^    |
| *Ventes selon la certification ^Mise en rayon selon la certification |               |            |